# Wigmore (Herefordshire)
Pour les articles homonymes, voir Wigmore.
Wigmore est un village anglais situé dans le comté d'Herefordshire dans les marches galloises, à 13 km à l'ouest de Ludlow. Il y a sur le village un château construit par William Fitzosbern datant du XIe siècle.